# Cacatov
Un « cacatov » — mot-valise composé de caca et cocktail Molotov — ou « puputov » est une arme par destination formée d'un contenant rempli d'excréments (matières fécales ou urine), parfois dilués dans de l'eau, et utilisée contre les forces de l'ordre lors de manifestations.

## Historique
Les excréments sont utilisés comme projectiles ou armes de jet de longue date : en Europe, au Moyen Âge, des tonneaux remplis d'excréments étaient parfois déversés sur les assaillants du haut des mâchicoulis ou utilisés lors de bombardements. 
En 2014, un policier autrichien est victime d'une « bombe à lisier » installée à un endroit fréquemment utilisé pour les contrôles radars.
Les « cacatov » ou bombes d'excréments sont utilisés plus largement la première fois début mai 2017 au Venezuela (appelés là-bas « cocotov » ou « puputov ») lors des manifestations contre le pouvoir en place. La première présence documentée de « cacatov » en France est faite en avril 2018 sur la ZAD de Notre-Dame-des-Landes.

## Fabrication et utilisation
Un « cacatov » est fabriqué en remplissant un contenant en verre (pot, bouteille) ou en plastique avec des excréments (urine et matière fécale), coupés ou non à l'eau. Ces excréments ont auparavant été collectés auprès de volontaires ou proviennent d'autres sources (crottes de chien). Ces projectiles sont ensuite lancés sur les forces de l'ordre — avec des élastiques au Venezuela — afin de les humilier.
Certains observateurs mettent en avant la facilité de fabrication, le prix, l'aspect « bio » et l'efficacité des « cacatov » comme une explication de leur succès. D'autres en dénoncent l'aspect insalubre.
Un « pipitov » est le même genre de projectile mais uniquement rempli d'urine.

## Conséquences sanitaires liées à l'utilisation
Certaines personnes touchées par des « cacatov » ont été prises de vomissements,.
L'utilisation de bouteilles en verre est sujette à critiques car elles causent parfois des blessures en plus de l'humiliation provoquée par les excréments.
Les bactéries présentes dans les excréments peuvent contaminer les personnes touchées.

## Utilisation en manifestation

### Au Venezuela
L'utilisation des « cacatov » (appelés « puputov » en espagnol) est rapportée par l'agence France-Presse au Venezuela le week-end précédant le 10 mai 2017.  
Les « cacatov » sont utilisés à la place des cocktails Molotov, ou en réaction aux cocktails Molotov employés par l'armée envoyée face aux manifestants. L'objectif est d'humilier les forces de l'ordre plutôt que les blesser physiquement. 
Leur utilisation est notée en premier lieu lors de manifestations à Los Teques, et leur utilisation s'accroît par les réseaux sociaux. Leur utilisation est rapportée à San Cristobal, Merida, Valencia ou Caracas. Une marche organisée le 10 mai 2017 a été dénommée « la marcha de la mierda » (la marche de la merde).
Les « cacatov » sont considérés comme des « armes biochimiques » par les autorités vénézuéliennes et leur utilisation est répréhensible. La chaîne de télévision publique Venezolana de Televisión parle de « bioterrorisme ».

### En France
Les « cacatov » sont utilisés en 2018 sur la ZAD de Notre-Dame-des-Landes, puis en 2019 lors de l'acte XV (26 février 2019) du mouvement des Gilets jaunes.
Le jet de projectiles de type « cacatov » est passible de trois ans de prison et 45 000 euros d'amende en sus des éventuelles réparations. Ces peines peuvent être aggravées jusqu'à sept ans d'emprisonnement et 100 000 euros d'amende si plusieurs circonstances prévues par la loi sont retenues lors de l'infraction, par exemple le fait de s'en prendre aux forces de l'ordre sous l'emprise d'alcool ou de produits stupéfiants tout en dissimulant son visage.